# Gérard Tremblay (homme d'affaires)
Pour les articles homonymes, voir Gérard Tremblay.
Gérard Tremblay, né le 18 septembre 1938 à Rivière-du-Moulin (aujourd'hui Saguenay), est un homme d'affaires canadien québécois.

## Biographie
Fils d'un industriel local, propriétaire d'une usine de meubles, il étudie à l'École polytechnique de Montréal (1958-1962) et devient ingénieur civil. 
En 1961, il épouse Danielle Vaillancourt, fille du docteur Henri Vaillancourt, chirurgien à Jonquière, maire de cette ville et propriétaire de l'hebdomadaire Le Réveil.
En 1962, jeune diplômé, il est engagé par la firme de génie civil Delisle et Daoust. Il quitte ce poste en 1963 pour entrer au service de la Ville de Chicoutimi, comme ingénieur de la Ville.

### Tremblay-Rinfret-Tremblay
En 1966, il s'associe avec Gilles Rinfret pour fonder son propre bureau d'ingénieur-conseil, auquel son frère, Pierre Tremblay, se joint deux ans plus tard. L'entreprise obtient de nombreux contrats dans la région du Saguenay–Lac-Saint-Jean, grâce aux contacts que Gérard Tremblay entretient avec les politiciens locaux: construction de l'hôpital de la baie des Ha! Ha! (1970), reconstruction des services municipaux de Saint-Jean-Vianney après le glissement de terrain meurtrier du 4 mai 1971, agrandissement de l'hôpital de Dolbeau-Mistassini (1971), construction du pont Dubuc (1972), construction de l'hôpital psychiatrique de Chicoutimi (1973), prolongement de la route 389 de Gagnon à Fire Lake (1971-1977), etc.

### Immobilier
En 1968, la firme Tremblay-Rinfret-Tremblay crée une compagnie de placement et d'investissements immobiliers, Génibec. En 1982, Gérard Tremblay cède ses parts de la firme de génie civil à ses associés et rachète Génibec, qu'il renomme Immeubles MHT. Jusqu'en 1994, il réalise de nombreuses opérations immobilières, résidentielles et commerciales, au Saguenay, dont l'hôtel Chicoutimi.

### Câblodistribution
En 1974, Gérard Tremblay fonde Télésag, une entreprise de câblodistribution, avec ses associés de Tremblay-Rinfret-Tremblay. En 1982, il rachète les parts de ses associés. Membre du conseil d'administration de l'Association des câblodistributeurs du Québec (ACQ) à partir de 1981, il en devient vice-président en 1983, puis président en 1984 et 1985.
En 1988, Télésag rachète deux petits câblodistributeurs de la région, Gagnon Télévision et Dolbeau Télévision Service, et devient l'une des principales entreprises du Québec dans son domaine.
En 1989, Gérard Tremblay vend Télésag à Vidéotron en échange d'actions privilégiées de Vidéotron, converties en 1994. Il prend alors sa retraite et se retire aux Bahamas avec sa famille,.

### Controverse
Le transfert aux Bahamas de sa résidence fiscale personnelle et de celle de ses entreprises lui ayant permis de ne pas payer d'impôts sur la vente de Télésag, Gérard Tremblay est poursuivi pour évasion fiscale par Revenu Canada, qui lui réclame plusieurs millions de dollars. Il gagne son procès en janvier 2009, mais Revenu Canada fait appel. La Cour d'appel fédérale se prononce en faveur de Tremblay en mai 2010.